# Ars Herred

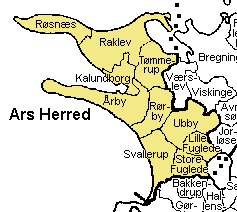
Ars Herred

Ars Herred was een herred in het voormalige Holbæk Amt in Denemarken. Ars wordt vermeld in Kong Valdemars Jordebog als  Arfshæreth. De herred ging in 1970 op in de nieuwe provincie Vestsjælland

## Parochies
Naast de stad Kalundborg omvatte Ars oorspronkelijk tien parochies. Nyvang is later toegevoegd, terwijl Kalundborg Landdistrikt is samengevoegd met de stad Kalundborg.
- Lille Fuglede
- Nyvangs (niet op de kaart)
- Raklev
- Rørby
- Røsnæs
- Store Fuglede
- Svallerup
- Tømmerup
- Ubby
- Vor Frue Sogn
- Årby